# Renfrewshire
Ne doit pas être confondu avec Renfrewshire (historique).
Le Renfrewshire (Siorrachd Rinn Friù en gaélique écossais) est une des trente-deux council areas de l’Écosse. La région de lieutenance du même nom n'a pas les mêmes limites que le council area mais correspond à celles de l'ancien comté.

## Circonscription
Le Renfrewshire est frontalier du West Dunbartonshire au nord, de Glasgow à l’est, de l’East Renfrewshire au sud, du North Ayrshire et de l’Inverclyde à l’ouest. Cette région fut formée sur les bases du comté de Renfrewshire.
D’une superficie de 261 km², le Renfrewshire est la vingt-quatrième division administrative de l’Écosse par sa taille et la neuvième par sa population (170 610 habitants). Sa capitale administrative est Paisley.
Deux élus représentent le Renfrewshire au parlement de Grande-Bretagne et trois autres au parlement écossais. Le parti en place actuellement est le Parti travailliste.

## Villes et villages
- Bishopton
- Bridge of Weir
- Brookfield
- Craigends
- Crosslee
- Elderslie
- Erskine
- Houston
- Howwood
- Inchinnan
- Johnstone
- Kilbarchan
- Langbank
- Linwood
- Lochwinnoch
- Paisley
- Ralston
- Ranfurly
- Renfrew

## Lieux d'intérêt
- Braehead
- Château Semple Loch
- Erskine Bridge
- Muirshiel Country Park
- Abbaye de Paisley